# Deutsche Botschaft Tirana
Die Deutsche Botschaft Tirana ist die Diplomatische Vertretung der Bundesrepublik Deutschland in der Republik Albanien. Seit August 2023 ist Karlfried Bergner Botschafter.

## Lage und Gebäude
Die Botschaft – Kanzleigebäude und Residenz – befindet sich an der Rruga Skënderbej Nr. 8 im Zentrum der albanischen Hauptstadt Tirana.
Das Botschaftsgebäude befindet sich an der nach dem albanischen Nationalhelden Skanderbeg benannten Rruga Skënderbej. In der Straße befinden sich fast ausschließlich Botschaften, weshalb sie für den Durchgangsverkehr gesperrt ist.

## Auftrag und Organisation

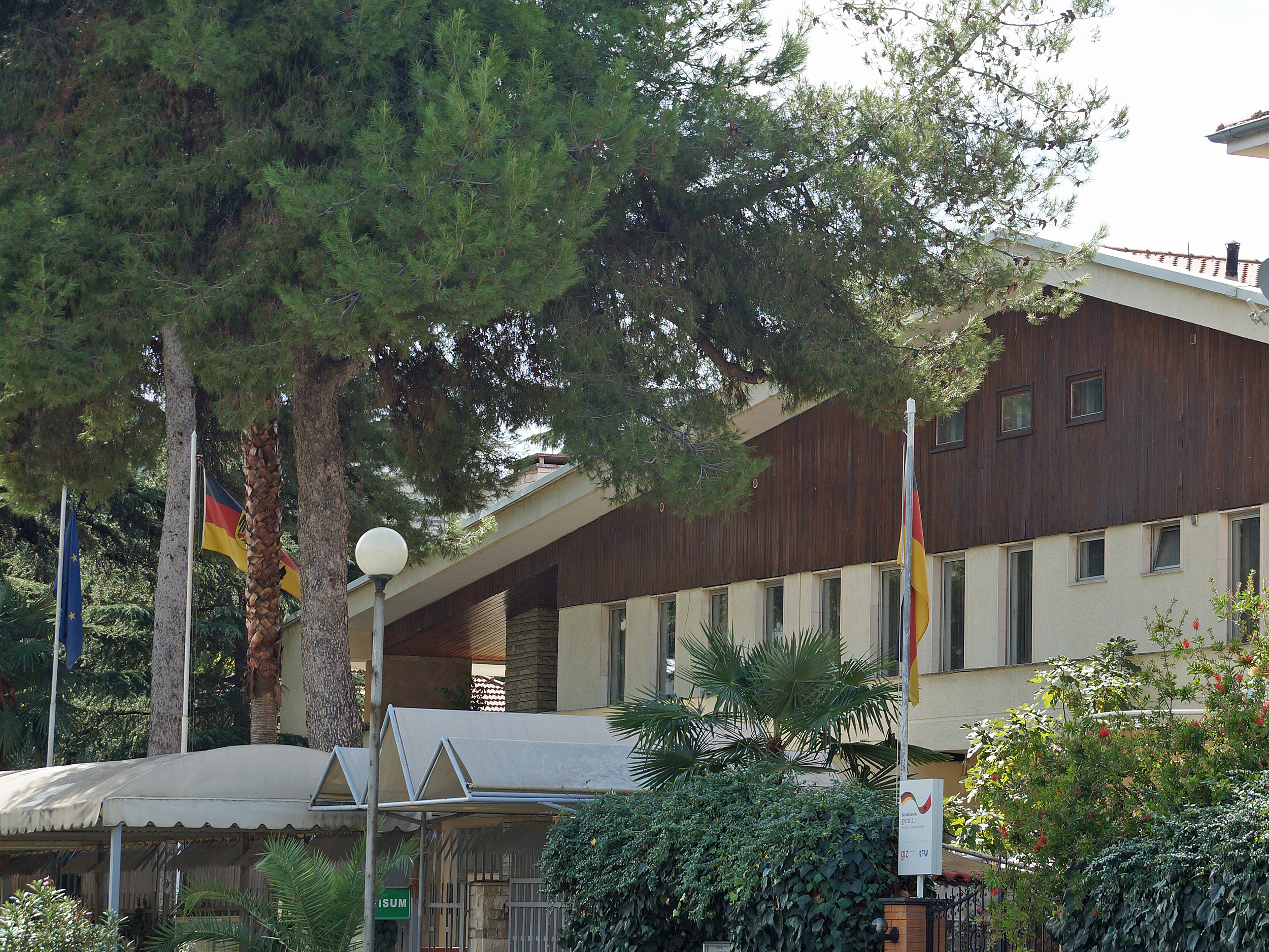
Das 1990 eröffnete Botschaftsgebäude

Die Botschaft Tirana hat den Auftrag, die deutsch-albanischen Beziehungen zu pflegen, die deutschen Interessen gegenüber der Regierung von Albanien zu vertreten und die Bundesregierung über Entwicklungen in Albanien zu unterrichten.
In der Botschaft werden die Sachgebiete Politik, Wirtschaft, Kultur, Presse und wirtschaftliche Zusammenarbeit (WZ) bearbeitet. Schwerpunkte der WZ sind Projekte in den Bereichen Energie, Wasser/Abwasser/Abfall und nachhaltige Wirtschaftsentwicklung.
Es besteht ein Militärattachéstab, der auf der Ebene Oberstleutnant geleitet wird.
Das Referat für Rechts- und Konsularaufgaben der Botschaft bietet deutschen Staatsangehörigen alle konsularischen Dienstleistungen und Hilfe in Notfällen an. Der konsularische Amtsbezirk der Botschaft umfasst ganz Albanien. Die Visastelle erteilt Einreisegenehmigungen für in Albanien wohnhafte Bürger dritter Staaten. Albanische Staatsangehörige benötigen für die Einreise in den Schengen-Raum kein Visum.

## Geschichte
Das Deutsche Reich entsandte 1914 nach der albanischen Unabhängigkeitserklärung einen Generalkonsul, der in Vlora residierte. 1914 amtierte ein Generalkonsul in Durrës, als dort der deutsche Prinz Wilhelm zu Wied als Fürst das Land regierte. 1923 wurde Radolf von Kardorff als Geschäftsträger für die diplomatische Vertretung in Tirana ernannt, nachdem Deutschland im Vorjahr Albanien anerkannt hatte. In der Zwischenkriegszeit wurde die Gesandtschaft während einigen Jahren aus Kostengründen zum Konsulat zurückgestuft. Als Deutschland im Zweiten Weltkrieg nach dem Waffenstillstand Italiens das zuvor von Italien besetzte Albanien besetzte, gab es nebst dem Generalkonsul einen deutschen bevollmächtigten General (von September 1943 bis Mai 1944: Theodor Geib; von Juni 1944 bis August 1944: Otto Gullmann), eine militärische Verwaltung, einen Sonderbevollmächtigten des Auswärtigen Amtes sowie einen Beauftragten für Wirtschaft und Finanzen, die alle direkt auf die Verhältnisse in Albanien Einfluss nahmen.
Als die Bundesrepublik 1987 mit Albanien als letztem Land Europas diplomatische Beziehungen aufnahm, befand sich die Botschaft zuerst in einer Suite des Hotels Dajti, später in einem Gebäude gegenüber der im Bau befindlichen Botschaft. Das Botschaftsgebäude wurde im Juni 1990 eröffnet. Erster Botschafter war Friedrich Kroneck.
1990 kam auch das kommunistische System in Albanien ins Wanken. Nach ersten Demonstrationen und nachdem im Frühjahr einige junge Leute in die griechische und die italienische Botschaft geflohen waren, sprangen am 1. Juli vier junge Männer über die Mauer in die deutsche Botschaft, wobei einer von ihnen durch Schüsse der Sigurimi verletzt wurde. In den nächsten Tagen folgten weitere, so dass sich am 5. Juli bereits 800, am 6. Juli bereits 1500 Flüchtlinge auf dem Botschaftsgelände befanden. Die Behörden stellten das Wasser ab und verboten dem Botschaftspersonal, Brot zu kaufen. Das Auswärtige Amt schickte zwei Beamte und einen Arzt. Am 8. Juli verfolgten auf dem Botschaftsgelände 3200 Personen das Finale der Fußball-Weltmeisterschaft. In der Nacht vom 12. auf den 13. Juli wurden die rund 5000 Flüchtlinge, die in den Botschaften Deutschlands, Italiens, Frankreichs und Griechenlands Zuflucht gesucht hatten, mit Bussen nach Durrës gebracht, wo sie mit Fährschiffen das Land verlassen konnten. Die erfolgreiche Vermittlung der Ausreise der Flüchtlinge durch den UNO-Gesandten Staffan de Mistura leitete das Ende des kommunistischen Regimes ein. Die Botschaft musste danach renoviert werden.
2017 wurde an der Mauer der Botschaft ein Mahnmal in Form eines LIAZ-Lastwagens angebracht, das an die Botschaftsflüchtlinge erinnert.
Die DDR und Albanien nahmen am 2. Dezember 1949 diplomatische Beziehungen auf. Botschafter der DDR waren nur von 1955 bis 1961 und von 1988 bis 1989 in Tirana; ansonsten wurde die Vertretung von Geschäftsträgern geleitet.